# Адміністративний поділ Малайзії
Адміністративний поділ Федерації Малайзії передбачає, що Малайзія ділиться на Східну та Західну, складається із тринадцяти штатів (Negeri) і трьох федеральних територій (Wilayah Persekutuan). Одинадцять штатів та дві федеральні території розташовані на півострові Малакка, а 2 штати й 1 федеральна територія перебувають на острові Борнео.

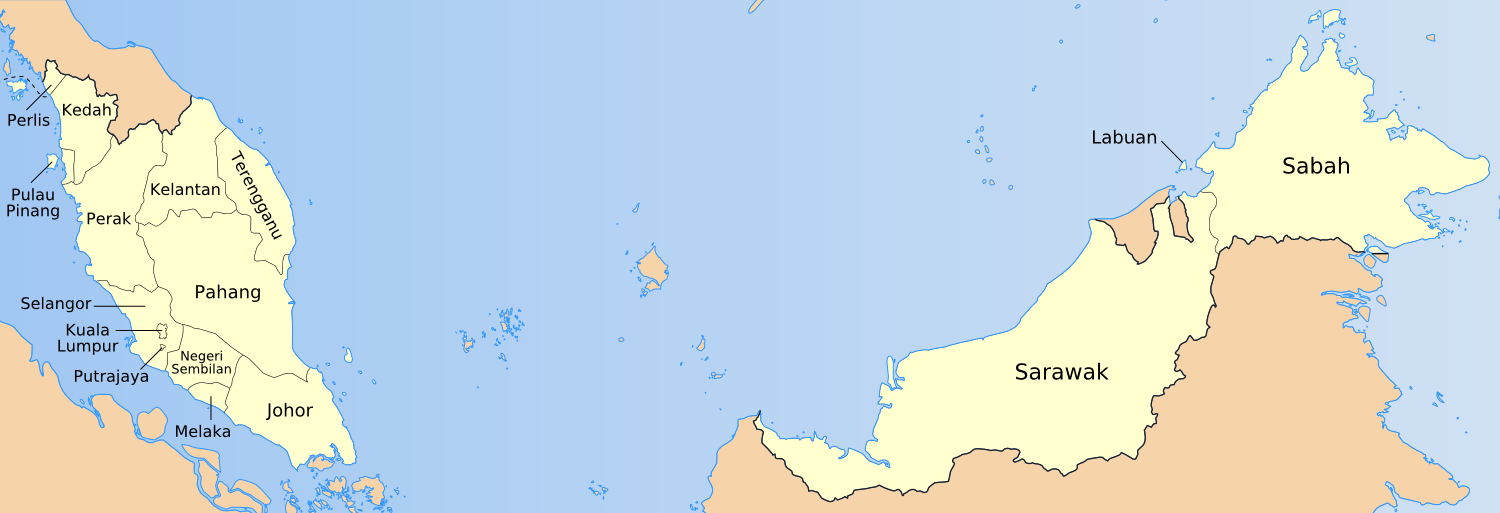
Адміністративний поділ Малайзії

## Штати та федеральні території Малайзії
| Штат            | Розташування | Столиця         | Населення | Площа км² | Щільність | Міське населення в % | Біміпутра (%) | китайців (%) | індійців (%) |
| --------------- | ------------ | --------------- | --------- | --------- | --------- | -------------------- | ------------- | ------------ | ------------ |
| Селангор        | rand         | Шах-Алам        | 4.188.876 | 7.960     | 526       | 87,6                 | 53,5          | 30,7         | 14,6         |
| Джохор          | rand         | Джохор-Бахру    | 2.740.625 | 18.987    | 144       | 65,2                 | 57,1          | 35,4         | 6,9          |
| Сабах           | rand         | Кота-Кінабалу   | 2.603.485 | 73.619    | 35        | 48,0                 | 80,5          | 13,2         | 0,5          |
| Саравак         | rand         | Кучінг          | 2.071.506 | 124.450   | 17        | 48,1                 | 72,9          | 26,7         | 0,2          |
| Перак           | rand         | Іпох            | 2.051.236 | 21.005    | 98        | 58,7                 | 54,7          | 32,0         | 13,0         |
| Кедах           | rand         | Алор-Стар       | 1.649.756 | 9.425     | 175       | 39,3                 | 76,6          | 14,9         | 7,1          |
| Куала-Лумпур    | rand         | (Ф)             | 1.379.310 | 243       | 5.676     | 100,0                | 43,6          | 43,5         | 11,4         |
| Пенанг          | rand         | Джорджтаун      | 1.313.449 | 1.031     | 1.274     | 80,1                 | 42,5          | 46,5         | 10,6         |
| Келантан        | rand         | Кота-Бару       | 1.313.014 | 15.024    | 87        | 34,2                 | 95,0          | 3,8          | 0,3          |
| Паханг          | rand         | Куантан         | 1.288.376 | 35.965    | 36        | 42,0                 | 76,8          | 17,7         | 5,0          |
| Теренггану      | rand         | Куала-Тренггану | 898.825   | 12.955    | 69        | 48,7                 | 96,8          | 2,8          | 0,2          |
| Негері-Сембелан | rand         | Серембан        | 859.924   | 6.644     | 129       | 53,4                 | 57,9          | 25,6         | 16,0         |
| Малакка         | rand         | Малакка         | 635.791   | 1.652     | 385       | 67,2                 | 63,8          | 29,1         | 6,5          |
| Перліс          | rand         | Кангар          | 204.450   | 795       | 257       | 34,3                 | 85,5          | 10,3         | 1,3          |
| Лабуан          | rand         | (Ф)             | 76.067    | 92        | 827       | 77,7                 | 79,6          | 15,8         | 1,3          |
| Путраджая       | rand         | (Ф)             | 50.000    | 46        | 1.087     | 100,0                | 94,8          | 1,8          | 2,7          |

(Ф) = Федеральна територія

## Західна Малайзія
- Султанат Джохор (столиця Джохор-Бахру), код: JH
- Султанат Кедах (столиця Алор-Стар), код:KH
- Султанат Келантан (столиця Кота-Бару), код:KN
- Губернаторство Малакка (столиця Малакка), код: MK
- Штат Негері-Сембелан (столиця Серембан), код: NS
- Султанат Паханг (столиця Куантан), код:PH
- Султанат Перак (столиця Іпох), код:PK
- Королівство Перліс (столиця Кангар), код:PS
- Губернаторство Пулау-Пінанг (столиця Джорджтаун), код:PP або PN
- Султанат Селангор (столиця Шах-Алам), код: SL
- Султанат Тренгану (столиця Куала-Тренггану), код:TR
- Федеральні території:
  - Путраджая (новий адміністративний центр), код:PTJ
  - Куала-Лумпур (столиця федерації й економічний центр), код: KL

## Східна Малайзія
- Губернаторство Сабах, мин. Північний Борнео (столиця Кота-Кінабалу, мин. Джеселтон), код:SBH
- Губернаторство Саравак (столиця Кучінг), код:SWK
- Федеральні території:
  - Лабуан (столиця Вікторія), код:LB

З 16 вересня 1963 Сінгапур був ще одним штатом, поки не здобув незалежність 9 серпня 1965 року.